# Аркадий Новоторжский
Аркадий Новоторжский (ум. ок. 1077) — православный монах, ученик и сподвижник Ефрема Новоторжского. Святой Русской церкви, почитается в лике преподобных.

## Биография
Ефрем Новоторжский служил у князя Бориса. Когда Святополк Окаянный убил Бориса, преподобный Ефрем ушёл на север Руси и в городе Торжке (иначе Новый Торг) основал «храм на приятие странным» (то есть странникам).
Позже на берегу реки Тверцы преподобный Ефрем вместе с Аркадием Новоторжским воздвиг храм, а впоследствии и монастырь во имя святых мучеников князей Бориса и Глеба. В службе Аркадию Новоторжскому (сохранилась в списках XVII—XVIII веков) говорится, что он ещё в юном возрасте принял иноческий постриг в обители преподобного Ефрема от самого преподобного и здесь возрастал духовно, подражая своему наставнику. Погребён на паперти у западных дверей Борисоглебского собора Новоторжского Борисоглебского монастыря.

## Почитание
Канонизация преподобного Аркадия Новоторжского к местному почитанию совершилась, очевидно, в 1584—1587 годы, когда был канонизирован как местночтимый святой преподобный Ефрем Новоторжский.
11 июля 1677 года по благословению митрополита Новгородского и Великолукского Корнилия, при архимандрите новоторжского монастыря Евстафии состоялось торжественное обретение нетленных мощей преподобного Аркадия Новоторжского.
21 июля 2019 года частицы мощей преподобного Аркадия Новоторжского были переданы в дар Борисоглебскому монастырю г. Торжка патриархом Московским и всея Руси Кириллом.
В конце XVII века почитание преподобного Аркадия Новоторжского слилось с почитанием преподобного Аркадия Вяземского (ум. 1592), появились иконы с надписью «Преподобный Аркадий, Вяземский и Новоторжский чудотворец».
Традиция объединять Аркадия Новторжского и Аркадия Вяземского проявилась во включении имени Аркадия Новоторжского и Вяземского в Собор Смоленских святых, установленный в 1984 году.